# Phife Dawg
Phife Dawg ou Phife, de son nom civil Malik Izaak Taylor, né le 20 novembre 1970 dans le Queens, New York et mort le 22 mars 2016 dans le Comté de Contra Costa, Californie, était un rappeur américain membre du groupe A Tribe Called Quest.

## Biographie
Phife Dawg naît à St. Albans, Queens où il y rencontra Q-Tip à l'âge de deux ans. Ils fonderont avec Ali Shaheed Muhammad le groupe A Tribe Called Quest. Phife Dawg meurt des suites d'un diabète le 22 mars 2016 à l'âge de 45 ans. À la fin de sa vie il enregistrait un album avec son groupe qui fut terminé sans lui et un album solo nommé MUTTYmorPHosis. Cet album est sorti le 22 mars 2022 sous le nom de Forever

## Discographie

### Albums studio
- 2000 : Ventilation : Da LP
- 2022 : Forever (album posthume)

### Albums collaboratifs[4]
- 1990 : People's Instinctive Travels and the Paths of Rhythm (avec A Tribe Called Quest)
- 1991 : The Low End Theory (avec A Tribe Called Quest)
- 1993 : Midnight Marauders (avec A Tribe Called Quest)
- 1996 : Beats, Rhymes and Life (avec A Tribe Called Quest)
- 1998 : The Love Movement (avec A Tribe Called Quest)
- 2016 : We Got It from Here... Thank You 4 Your Service (avec A Tribe Called Quest)

## Filmographie
- 1993 : Who's the Man? de Ted Demme
- 2011 : Beats, Rhymes & Life: The Travels of a Tribe Called Quest[5]